# 松田美咲
松田 美咲（まつだ みさき、1998年8月21日 - ）は、埼玉県さいたま市出身の女子プロテニス選手。WTAランキング自己最高位はシングルス254位、ダブルス210位。右利き、バックハンド・ストロークは両手打ち。亜細亜大学卒業。

## 経歴
幼稚園の頃に与野テニスクラブに入り、競技を始める。 
さいたま市立八王子中学校を経て、浦和学院高等学校に進学。高校2年時の2016年には全豪オープンジュニア女子シングルスに出場。
高校卒業後は、亜細亜大学法学部に進学。大学4年時の2020年度には第57回全日本学生室内テニス選手権大会に出場し、連覇を果たす。
大学卒業後は、プロテニス選手として活動。2021年7月1日には日本テニス協会にプロ登録し、フリーで活動する。